# Riley 4/68
La 4/68 è un'autovettura full-size prodotta dalla Riley dal 1959 al 1961.
Lanciata nell'aprile del 1959, la 4/68 è stata l'ultima delle cinque vetture BMC disegnate dal Pininfarina ad essere commercializzate. Il modello montava un motore B-Series a quattro cilindri in linea da 1489 cm³ di cilindrata. L'alimentazione era assicurata da un carburatore a doppio corpo, mentre la potenza erogata era di 64 CV, cioè 4,5 CV in più rispetto al propulsore della Wolseley 15/60. Il motore era simile a quello montato sulla MG Magnette III.
Esternamente il modello era distinguibile dalle altre vetture analoghe della BMC, dalla conformazione della calandra e dalla linea dei fanali posteriori. All'interno, il modello era ben equipaggiato. Ad esempio, la 4/68 era l'unica delle cinque vetture progettate da Pininfarina ad avere installato di serie il contagiri. È stata offerta con un solo tipo di carrozzeria, berlina quattro porte.
Un esemplare della 4/68 fu provato dalla rivista The Motor nel 1959. Furono registrate una velocità di 141,9 km/h ed un'accelerazione da 0 a 97 km/h di 18,8 secondi, Il consumo di carburante di 10,3 L/100 km. Il modello utilizzato nel test costava 1.028 sterline.